# رابرت دانکلی
رابرت دانکلی (انگلیسی: Robert Dunkley؛ ۶ آوریل ۱۹۲۲ – 1999 (aged 77)) بازیکن فوتبال اهل بریتانیا بود.
از باشگاه‌هایی که در آن بازی کرده‌است می‌توان به باشگاه فوتبال استوک سیتی و باشگاه فوتبال بارو اشاره کرد.